# Roomolenpolder (historische polder)
De Roomolenpolder is een polder in de gemeente Haarlem in de Nederlandse provincie Noord-Holland. De polder ligt ten zuiden van de Zomervaart, ten westen van de Poelpolder en ten oosten van het Spaarne. Het gebied is grotendeels bebouwd als onderdeel van de stadsuitbreiding van Haarlem. De Slachthuiswijk vanaf 1900 en Schalkwijk in de jaren zestig en zeventig van de 20e eeuw.